# Synedoida crokeri
Synedoida crokeri är en fjärilsart som beskrevs av Barnes och Benjamin 1924. Synedoida crokeri ingår i släktet Synedoida och familjen nattflyn. Inga underarter finns listade i Catalogue of Life.